# Мідвей (округ Семінол, Флорида)
Мідвей (англ. Midway) — переписна місцевість (CDP) в США, в окрузі Семінол штату Флорида. Населення — 1524 особи (2020).

## Географія
Мідвей розташований за координатами 28°47′40″ пн. ш. 81°13′41″ зх. д. / 28.79444° пн. ш. 81.22806° зх. д. (28.794332, -81.228126).  За даними Бюро перепису населення США в 2010 році переписна місцевість мала площу 3,36 км², уся площа — суходіл. В 2017 році площа становила 1,90 км², уся площа — суходіл.

## Демографія
Згідно з переписом 2010 року, у селищі мешкало 1705 осіб у 618 домогосподарствах у складі 450 родин. Густота населення становила 508 осіб/км².  Було 710 помешкань (211/км²).
Расовий склад населення:
| - 84,9 % — чорних або афроамериканців - 10,3 % — білих - 0,7 % — азіатів - 0,1 % — корінних американців - 1,8 % — осіб інших рас |

До двох чи більше рас належало 2,2 %. Частка іспаномовних становила 6,1 % від усіх жителів.
За віковим діапазоном населення розподілялося таким чином: 23,5 % — особи молодші 18 років, 62,7 % — особи у віці 18—64 років, 13,8 % — особи у віці 65 років та старші. Медіана віку мешканця становила 37,9 року. На 100 осіб жіночої статі у селищі припадало 100,8 чоловіків;  на 100 жінок у віці від 18 років та старших — 91,6 чоловіків також старших 18 років.
Середній дохід на одне домашнє господарство  становив 35 095 доларів США (медіана — 28 910), а середній дохід на одну сім'ю — 34 508 доларів (медіана — 29 199). Медіана доходів становила 33 542 долари для чоловіків та 21 500 доларів для жінок. За межею бідності перебувало 26,0 % осіб, у тому числі 24,0 % дітей у віці до 18 років та 24,8 % осіб у віці 65 років та старших.
Цивільне працевлаштоване населення становило 536 осіб. Основні галузі зайнятості: освіта, охорона здоров'я та соціальна допомога — 34,1 %, транспорт — 15,3 %, мистецтво, розваги та відпочинок — 13,1 %.